# Arroyo de la Luz
Arroyo de la Luz è un comune spagnolo di 6 594 abitanti situato nella comunità autonoma dell'Estremadura.